# مادرزن جوان
مادرزن جوان (به انگلیسی: Young Mother) فیلمی در ژانر رومانتیک، اروتیک و شهوانی، به کارگردانی و نویسندگی جا کوان کانگمحصول سال ۲۰۱۳ کشور کره‌جنوبی می‌باشد. از بازیگرانی که در این فیلم به ایفای نقش پرداخته‌اند، می‌توان از جو این چول، لی یون می و نا جی نام برد.
این فیلم که در کره‌جنوبی به نام جئولمیون ایوما (به کره‎ای: 젊은 엄마) شناخته می‌شود؛ با ساخته‌شدن ۴ دنباله دیگر برای آن، از محبوبیت و معروفیت خاصی در بین مخاطبان خود در کره جنوبی بهره می‌برد. مادرزَن جوان در تاریخ ۳۱ ژوئیه ۲۰۱۳ توسط شرکت سرویس‌های هنر در کره جنوبی منتشر شد.

## خلاصه داستان
در ابتدای فیلم بازی مادر و دختربچه‌ای در حضور پدرش که در حال نقاشی است؛ به تصویر کشیده می‌شود.
پسر جوانی به نام «چِن زاگ» است؛ در پی بحران‌های عاطفی دوران جوانی با دوست‌دخترش در دانشگاه و قبل از شروع کلاس، سکس می‌کند و در ادامه به قرارهایش با او ادامه می‌دهد. با حامله شدن دوست دخترش، او گرفتارِ پشیمانی و کابوس بزرگی در زندگی می‌شود و علی‌رقم میل باطنی، مجبور به ازدواج با او می‌گردد.
در قرار با خانواده دختر، مادرجوان دختر راضی به ازدواج آنها می‌شود. چِن که نگران بیکاری خود است؛ با پیشنهاد مادر زَنش، در رستوران و بار او، مشغول به کار می‌شود. چِن که عاشق اخلاق و زیبایی مادرزن خود شده‌است؛ حتی درهنگام رابطه و عشق‌بازی با همسرخود در ماه‌های آخر حاملگی، او را تصور می‌کند.
فرزند دختر آنها به دنیا می‌آید، اما عدم تعهد همسر جِن در زندگی به اندازه‌ای است، که حتی بچه با مادرش غریبی می‌کند. در نهایت با خیانت همسر چِن، این ازدواج به سرانجام نمی‌رسد. مادرزن که از رفتار دخترش، شرمگین است؛ با مشاجره و کتک زدن دخترش، باعث ترک او از خانه می‌گردد. دختر با ارسال دادخواست طلاق، خواهان جدایی از چِن است؛ ولی با مداخله مادرزن، چِن از این‌کار منصرف می‌شود.
چِن که احساسات مادرزَن جوان خود را می‌بیند، تصمیم به لب گرفتن و برقراری رابطه با او می‌کند؛ اما مادرزن او که راضی نیست، به‌شدت ناراحت می‌شود؛ و از او می‌خواهد که فاصله و احترام‌ها را رعایت کند. مادرزن چِن که متوجه تنهایی اواست، دختری به‌نام یون‌اِنگ را استخدام می‌کند. اما چِن که دل در گرو عشق مادرزن خود دارد، با دیدن اندام برهنه مادرزَن به‌هنگام حمام و تصور رابطه و نزدیکی با او، برانگیخته شده و خودارضایی می‌کند. چِن تصمیم خود را برای به‌دست آوردن دِل مادرزن و نزدیکی با او می‌گیرد.
مادر چِن با استخدام یک معلم انگلیسی، سعی در بهبود زبان و مکالمه او دارد. چِن که از نزدیکی به مادرزَن جوان خود ناامید شده‌است، عاشق معلم خود می‌شود. بعد از چند برخورد و پیش از شروع کلاس، خانم معلم چِن را در حین دیدن فیلم پورن غافل‌گیر می‌کند. چِن که اکنون شهامت پیدا کرده‌است، از او تقاضای سکس می‌کند؛ و با او می‌خوابد. با ادامه کلاس‌ها و رابطه‌های جنسی متعدد، خانم معلم حامله می‌شود؛ او با قطع کلاس‌ها به پیشنهاد ازدواج خواستگار خود، جواب مثبت می‌دهد.
بعد از هم پیاله شدن چِن و یون، مادرزَن که مست شده‌است، از آنها می‌خواهد که باهم ازدواج کنند. یون هم بعد از آموزش در کافه، به چِن نزدیک می‌شود و باهم سکس می‌کنند؛ که البته مادرزن هم متوجه رابطه آنها می‌شود. یون با خجالت از کارفرمای خود که آنها را دیده‌است؛ دیگر سرکار نمی‌رود و از چِن درخواست ازدواج می‌کند. چِن ابتدا می‌پذیرد ولی همچنان دل در گرو مادرزَن خود دارد.
درنهایت چِن متوجه علاقه مادرزَن به او که در تمام مدت مخفی نگه داشته بود، می‌شود؛ و بعد از مستی و در رختخواب، با هم‌بستر شدن باهم به عشق بازی می‌پردازند؛ و اکنون چِن از او پسری دارد، که همانند ابتدای فیلم مادر با او بازی می‌کند.

## دنباله‌های فیلم
مادرزن جوان۲ (۲۰۱۴)
مادرزن جوان۳: چه مشکلی با سن من دارد (۲۰۱۵)
مادرزن جوان۴ (۲۰۱۶)
مادرزن جوان۵ (۲۰۲۰)